# Bérenx
Bérenx é uma comuna francesa na região administrativa da Nova Aquitânia, no departamento dos Pirenéus Atlânticos. Estende-se por uma área de 13,78 km². Em 2010 a comuna tinha 439 habitantes (densidade: 31,9 hab./km²).